# マトゥリン

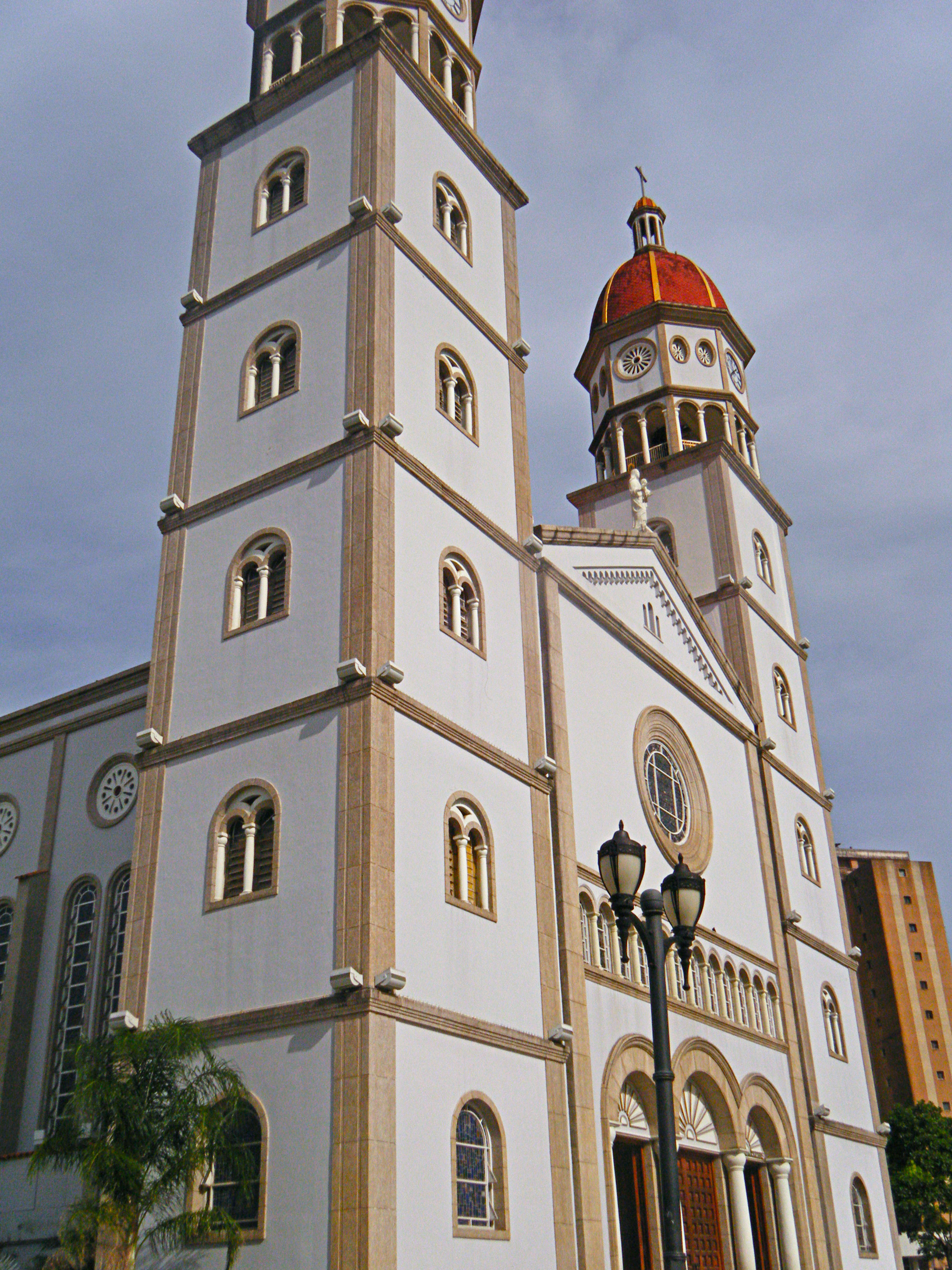
カルメン聖母教会

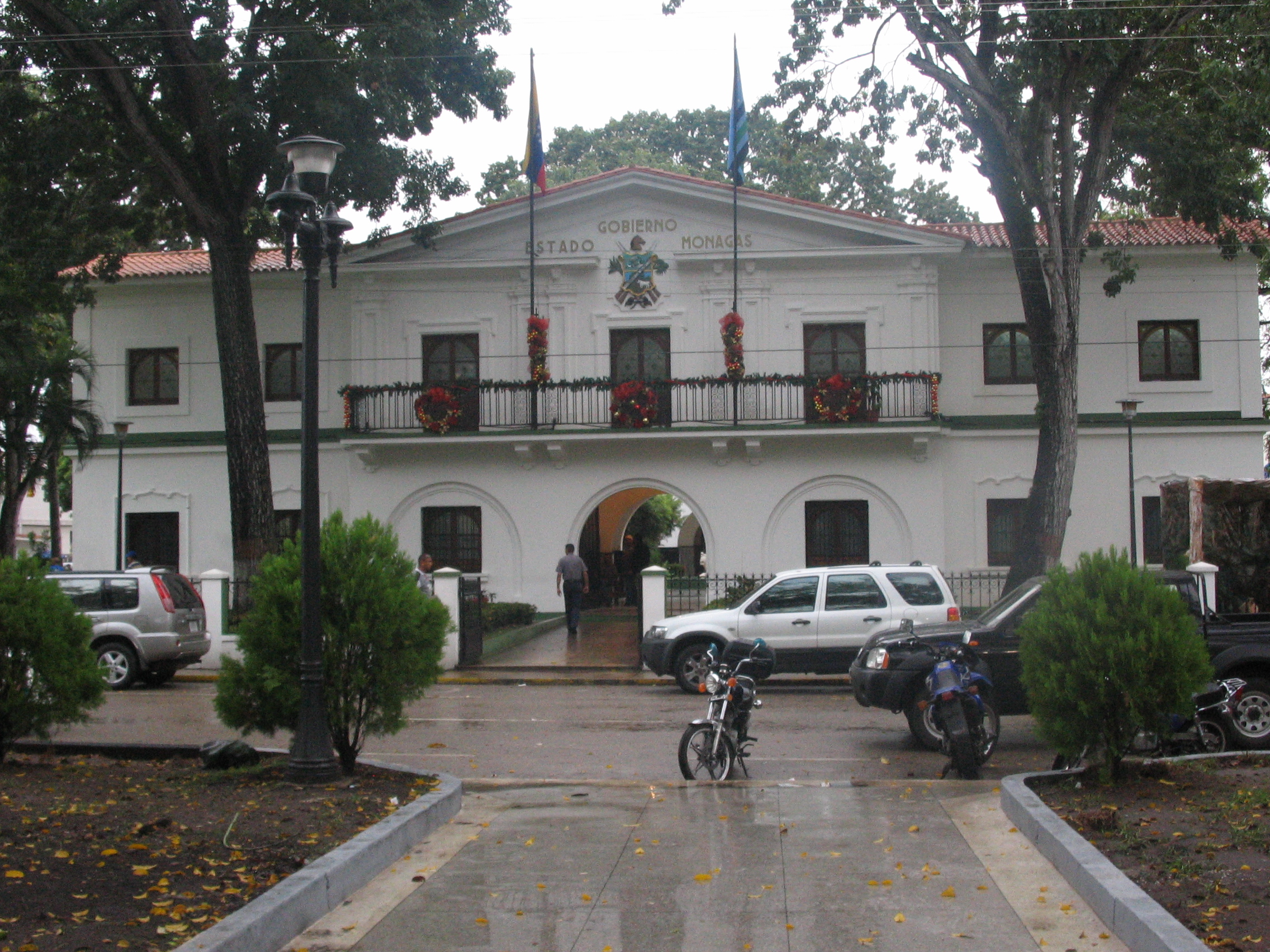
マトゥリン市役所

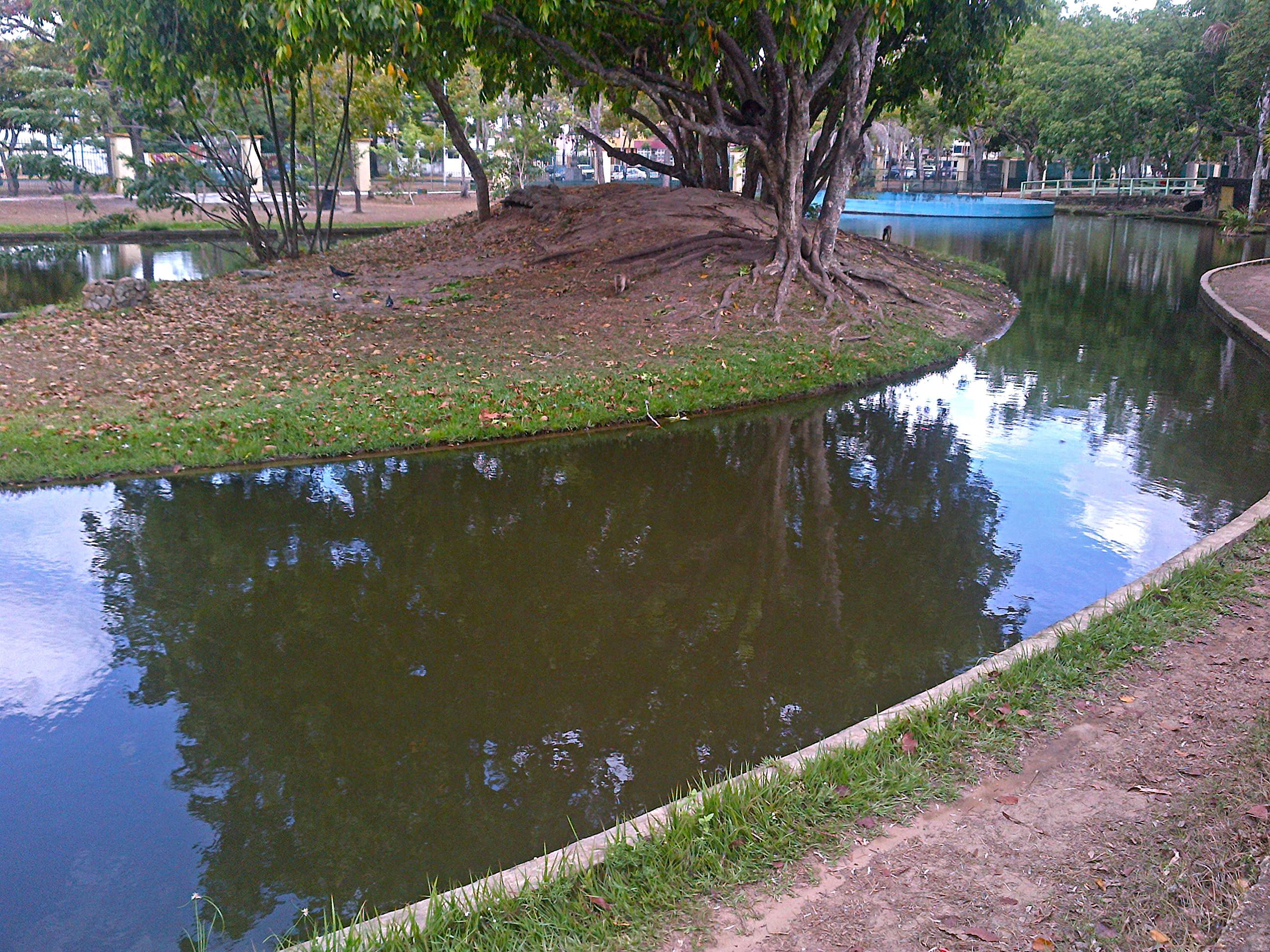
ラ・グアリチャ公園

マトゥリン（スペイン語: Maturín、スペイン語発音: [matuˈɾin]）は、ベネズエラ北東部のモナガス州の州都。
2016年の人口は49万100人で、全国6位。
石油産業の中心地である。
オリノコ・デルタからグラン・サバナにかけて広がる。

## 人口
- 1981年10月20日：15万4976人
- 1990年10月21日：20万6654人
- 2001年10月21日：33万9936人
- 2011年10月30日：44万7283人
- 2016年6月30日：49万100人

## 歴史
1718年、スペインのアリオハ (Arrioja) 船長がグアラピチェ川周辺で暮らす先住民を虐殺した。
その際の先住民の指導者の名がマトゥリンだった。
1722年、インディアス総合古文書館の記録では、パブロ・オヘル (Pablo Ojer) 神父とフアン・デ・ラ・トルネラ・イ・ソタ (Juan de la Tornera y Sota) 知事がサン・フアン・デ・ラ・トルネラ・デ・マトゥリン (San Juan de la Tornera de Maturín) を建設した。
1760年12月7日、ベネズエラ歴史学会の記録では、フランシスコ会のルカス・デ・サラゴサ (Lucas de Zaragoza) がサン・フダス・タデオ・デ・マトゥリン (San Judas Tadeo de Maturín) に改名した。
彼は周辺に住むチャイマ人とワラオ人にカトリックを布教した。
1811年7月5日のベネズエラ独立宣言を受けて、新アンダルシア州の一部だったマトゥリンは独立軍に付いた。
1813年～1814年にかけて、アルト・デ・ロス・ゴドスの戦いを含む5回の戦いがマトゥリンで行われた。
これらの戦いで、マニュエル・ピアー率いる独立軍は、フアン・ドミンゴ・デ・モンテベルデ率いるスペイン軍を破った。
アントニオ・ホセ・デ・スクレやホセ・フランシスコ・ベルムデス、ホセ・タデオ・モナガス、ホセ・グレゴリオ・モナガス、ホセ・フェリックス・リーバスも独立軍に参加していた。
しかし、5回目のマトゥリンの戦いで独立軍は敗れ、マトゥリンはスペインに奪われ破壊された。
1816年、2年前の戦闘の生き残りがマトゥリンを再建した。
1856年～1859年、マトゥリン州の州都が置かれた。
19世紀には、内戦による人口・資産の減少や、マラリアと黄熱の流行によって成長は鈍かった。
1909年、新設されたモナガス州の州都になった。
20世紀に入ると、近郊で石油が発見された事と、医師による蚊の撲滅作戦が成功した事で、人口が急増した。
1958年、マトゥリン大司教区が置かれた。

## 地理
標高は67mで、首都カラカスから約520km離れている。
グアラピチェ川に面しており、カリブ海やオリノコ川に繋がっている。

## 気候
| 月                                                              | 1月         | 2月         | 3月         | 4月         | 5月         | 6月         | 7月         | 8月         | 9月         | 10月        | 11月        | 12月        | 年           |
| --------------------------------------------------------------- | ----------- | ----------- | ----------- | ----------- | ----------- | ----------- | ----------- | ----------- | ----------- | ----------- | ----------- | ----------- | ------------ |
| 最高気温記録 °C （°F）                                          | 34.9 (94.8) | 35.7 (96.3) | 36.2 (97.2) | 36.8 (98.2) | 36.7 (98.1) | 35.9 (96.6) | 36.8 (98.2) | 37.1 (98.8) | 36.9 (98.4) | 36.7 (98.1) | 35.5 (95.9) | 35.1 (95.2) | 37.1 (98.8)  |
| 平均最高気温 °C （°F）                                          | 30.7 (87.3) | 31.4 (88.5) | 32.2 (90)   | 32.8 (91)   | 32.4 (90.3) | 30.9 (87.6) | 30.9 (87.6) | 31.6 (88.9) | 32.3 (90.1) | 32.3 (90.1) | 31.5 (88.7) | 30.7 (87.3) | 31.6 (88.9)  |
| 日平均気温 °C （°F）                                            | 26.2 (79.2) | 26.6 (79.9) | 27.1 (80.8) | 27.8 (82)   | 27.8 (82)   | 26.9 (80.4) | 26.9 (80.4) | 27.4 (81.3) | 27.9 (82.2) | 27.9 (82.2) | 27.4 (81.3) | 26.6 (79.9) | 27.2 (81)    |
| 平均最低気温 °C （°F）                                          | 21.7 (71.1) | 21.7 (71.1) | 22.0 (71.6) | 22.8 (73)   | 23.2 (73.8) | 22.9 (73.2) | 22.8 (73)   | 23.1 (73.6) | 23.5 (74.3) | 23.4 (74.1) | 23.2 (73.8) | 22.4 (72.3) | 22.7 (72.9)  |
| 最低気温記録 °C （°F）                                          | 16.7 (62.1) | 18.7 (65.7) | 18.5 (65.3) | 18.1 (64.6) | 18.3 (64.9) | 16.1 (61)   | 17.2 (63)   | 18.3 (64.9) | 20.7 (69.3) | 20.4 (68.7) | 18.3 (64.9) | 18.0 (64.4) | 16.1 (61)    |
| 雨量 mm （inch）                                                | 58 (2.28)   | 33 (1.3)    | 24 (0.94)   | 37 (1.46)   | 100 (3.94)  | 208 (8.19)  | 215 (8.46)  | 177 (6.97)  | 131 (5.16)  | 107 (4.21)  | 135 (5.31)  | 111 (4.37)  | 1,336 (52.6) |
| 平均降雨日数 （≥1.0 mm）                                        | 9.7         | 5.7         | 4.0         | 4.2         | 10.6        | 18.1        | 19.6        | 17.8        | 12.8        | 12.1        | 14.2        | 12.6        | 141.4        |
| % 湿度                                                          | 74.5        | 71.5        | 70.5        | 70.0        | 72.0        | 76.5        | 76.5        | 75.5        | 74.0        | 74.0        | 76.5        | 76.0        | 74.0         |
| 平均月間日照時間                                                | 248.0       | 224.0       | 251.1       | 228.0       | 213.9       | 168.0       | 186.0       | 204.6       | 213.0       | 232.5       | 219.0       | 229.4       | 2,617.5      |
| 出典1：Instituto Nacional de Meteorología e Hidrología (INAMEH) |             |             |             |             |             |             |             |             |             |             |             |             |              |
| 出典2：NOAA (extremes, rainy days, and sun)                     |             |             |             |             |             |             |             |             |             |             |             |             |              |

## 経済
ベネズエラ東部の最重要都市の1つである。
石油産業によって急成長したが、近年の経済危機の影響を強く受けている。

## 交通
- ホセ・タデオ・モナガス国際空港（英語版）

## 教育

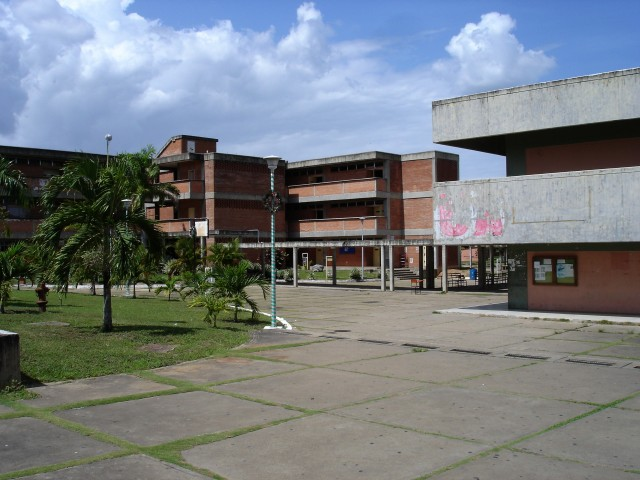
東部大学

- サンチャゴ・マリニョ技術大学（英語版）
- シモン・ロドリゲス国立実験（英語版）
- 東部大学（英語版）
- ベネズエラ・ボリバル大学（英語版）

## スポーツ

### 施設
- マトゥリン記念競技場（英語版）

### 団体
- モナガス・スポーツ・クラブ（英語版）：サッカー